# I'm Telling You Now
I'm Telling You Now è un brano musicale scritto da Freddie Garrity e Mitch Murray e pubblicato come singolo discografico nel 1963 dal gruppo musicale britannico Freddie and the Dreamers.
Pubblicato dalla Columbia (EMI) nel Regno Unito nel 1963, il brano è uscito due anni dopo negli Stati Uniti per l'etichetta Tower.

## Tracce
- 7"

1. I'm Telling You Now
2. What Have I Done to You?

## Classifiche
| Classifica (1963-1965) | Posizione massima |
| ---------------------- | ----------------- |
| Regno Unito            | 2                 |
| Stati Uniti            | 1                 |